# Halesite (New York)
Halesite est une census-designated place du comté de Suffolk, dans l'État de New York, aux États-Unis,. En 2020, elle compte une population de 2 527 habitants.